# 植松七九郎
植松 七九郎（うえまつ しちくろう、1888年11月3日 - 1968年5月9日）は、日本の精神医学者。

## 略歴
長野県諏訪郡本郷村（現富士見町）出身。長野県立諏訪中学校（現長野県諏訪清陵高等学校）を経て、1915年東京帝国大学医科大学卒業。同大学三浦内科、精神科に勤務。1918年渡米し、マサチューセッツ州立精神病院病理研究所員、ダンバース精神病院病理研究所員、ボストン精神病院病理研究所員、ハーバード大学医学部神経病理部講師。1923年論文「プルキンエ細胞樹枝突起と軸索における限局性腫脹について」で医学博士。慶應義塾大学医学部神経科講師。1925年同大学助教授、1926年同大学教授。1930年アメリカ合衆国国際精神衛生学会に日本代表として出席。第38回、46回日本精神神経学会総会会長。1931年昭和医学専門学校（現昭和大学医学部）精神病学教室を創設し同教室教授。1936年同附属医院精神病科医長。1940年桜ヶ丘保養院（現桜ヶ丘記念病院）を設立し初代院長。1949年日本精神科病院協会初代理事長。1958年勲二等瑞宝章受章。

## 著書
- 『精神医学』文光堂
- 『発熱療法』日本医書
- 『掌中英和医学辞典 : 英-独-和』日本医書
- 『臨床医学講座』金原商店

### 共著
- 『日獨英對譯臨床短文例』濱田三郎共著 共同医書出版出版社
- 『智能測定法』宮城音弥共著 日本医書
- 『精神病学講義』克誠堂